# Hans O. E. Gronau
Hans O. E. Gronau (* 5. Juli 1925 in Bremen; † 8. April 2001 in Siedenburg) war ein deutscher Autor, Maler, Graphiker und Fotograf. Als Autor verfasste er neben hochdeutschen Sachtexten auch Prosa in plattdeutscher Sprache. Gronau war Kunst- und Werklehrer in Dorfmark und in Syke (Niedersachsen). Er war Mitbegründer und von 1980 bis 2001 Erster Vorsitzender des Vereins „Kunst in der Provinz“ im Landkreis Diepholz.

## Biografie
Gronau war der Sohn eines Lehrers. Er besuchte die Volksschule in Bremen-Rablinghausen, ab 1934 das Bremer Realgymnasium und von 1940 bis 1943 die Lehrerbildungsanstalt in Vechta. Im Zweiten Weltkrieg wurde er eingezogen, war in Kriegsgefangenschaft und kehrte 1948 in seine Heimat zurück. Dann besuchte er die Staatliche Kunstschule Bremen.
Ab 1950 war Gronau freischaffender Grafiker und Schriftsteller in Bremen, ab 1961 Grafiker, Kunst- und Werklehrer in Dorfmark und Syke. Er war Gründer des Monatsblattes Kiek in de Welt, das vom Plattdütschen Kring e.V. in Bremen herausgegeben wurde. Er veröffentlichte dort und in anderen Medien zahlreiche Beiträge, illustrierte Titel und Broschüren, produzierte mehr als 100 Rundfunksendungen bei Radio Bremen, NDR und WDR und Beiträge bei Literaturtelefon Oldenburg und Lilienthal und gestaltete eine Diareihe für Unterrichtszwecke (Museen im Landkreis Diepholz).
Er lieferte den Prosatext für die Niedersächsische Schlachteplatte (Langspielplatte von 1976), die mithelfen sollte, die drohende Kreisreform (Zerstückelung des Landkreises Grafschaft Hoya und anschließende Fusion mit dem Landkreis Grafschaft Diepholz zum neuen Landkreis Diepholz) zu verhindern.
Über 30 Jahre lang hat er zahlreiche Lesungen eigener Werke im ganzen norddeutschen Raum und viele Diaschauen in Überblendtechnik über zahlreiche Studienreisen (u. a. in die Benelux-Länder, nach Spanien, Frankreich, Portugal, Tunesien, Lanzarote, La Gomera, La Palma und Zypern) veranstaltet. Seine Bilder waren in zahlreichen Ausstellungen in Syke, Stuhr, Sulingen, Bremen, Walsrode, Etelsen, Nürnberg, Le Mans (F), Apeldoorn (NL) zu sehen.
Er war in 3. Ehe verheiratet mit Helga Scherler-Gronau.

## Werke (Auswahl)

### Bücher / Broschüren
- Eenerwegens – Ünnerwegens / Biller – Gedichten; Hamburg-Wellingsbüttel 1983, 60 S. m. 26 Abb. ISBN 978-3529049507
- 1959 - 1984 / Exposition / Maine – Niedersachsen / 25 Jahre deutsch-französische Freundschaft; Gesamtgestaltung der Broschüre zur Jubiläumsausstellung im Oktober 1984 in der Handelskammer von Le Mans, Departement Sarthe, Frankreich. Syke 1984, 48 S. m. 55 Abb.
- zusammen mit Helga Karoline Scherler-Gronau: Stadt Sulingen – aktive Stadt mit Zukunft; (Broschüre; Hrsg.: Stadt Sulingen), Sulingen ²1993, 28 S. m. 44 Abb.
- zusammen mit Helga Karoline Scherler-Gronau: Auf Mühlentour durch Bruchhausen-Vilsen; (Faltblatt; Hrsg.: Samtgemeinde Bruchhausen-Vilsen), Bruchhausen-Vilsen 1994, 6 S. m. 6 Abb.

### Monographien
- Wanderwege rund um Bremen; (Text u. Zeichnungen v. Hans O. E. Gronau), 1958
- Gut Hodenberg; (Text u. Fotos v. Hans O. E. Gronau), 1959
- Vor den Toren der Hansestadt; (Fotos v. Klaus Rohmeyer, Textbuch u. Zeichnungen v. Hans O. E. Gronau), 1960
- Dorfmark in der Hohen Heidmark; Hg. i. Auftrage des Verkehrsvereins Dorfmark e. V. v. Hans O. E. Gronau (Text, Titelfoto, Kartenzeichnung), 1963
- Schultheater / Tagebuch einer Einstudierung / Hans Gottwald; H. 0. E. Gronau, 1976
- Museen in den Landkreisen Diepholz und Nienburg/Weser; Hrsg.: Landschaftsverband Weser-Hunte e.V. (Text: Hans O. E. Gronau), 1998

### Hörspiele
- De Äbär (Erzählung)
- Dat tweete Ik (Erzählung)
- Hest du dat weten? (Sendereihe)
- Kleverdree. Jungs und Deerns in eigener Sache (Kurzhörspiele)
- Lever free. Jungs und Deerns in fremden Sachen (Hörspiel)
- Woans de Miegemken to Glück un Freden kamen sünd (Erzählung)
- Woans de Höhner to de Freeheit kamen sünd (Erzählung)
- Woans de Schaap to de Kultur kamen sünd (Erzählung)
- Gröne Heid 63 (Erzählung)
- He spinnt (Erzählung)
- De Gast (Erzählung)

## Auszeichnungen
- 1996  Verdienstkreuz am Bande des Verdienstordens der Bundesrepublik Deutschland für sein Wirken als Künstler und als plattdeutscher Autor
- 1997  Ehrengabe des Landkreises Diepholz für das Wirken im Bereich „Kunst in der Provinz“
- 1997  1. Bremer Kulturpreis für wahre Heimatliebe für die Pflege der plattdeutschen Sprache und die Bewahrung des kulturellen und geistigen Erbes unserer Heimat